# 金斯帕克 (紐約州)
金斯帕克（英語：Kings Park）是位於美國紐約州薩福克縣的普查規定居民點。

## 人口
根據2020年美國人口普查的數據，金斯帕克的面積為18.25平方千米，當中陸地面積為17.28平方千米，而水域面積為0.97平方千米。當地共有人口17085人，而人口密度為每平方千米936.16人。